# Viéthorey
Viéthorey és un municipi francès situat al departament del Doubs i a la regió de Borgonya - Franc Comtat. L'any 2007 tenia 127 habitants, el 2017 eren 94.

## Demografia
El 2007 la població de fet de Viéthorey era de 127 persones. Hi havia 47 famílies i 66 habitatges.

## Economia
El 2007 la població en edat de treballar era de 74 persones Hi havia una empresa de comerç i reparació d'automòbils i una empresa immobiliària, així com un taller de reparació d'automòbils i de material agrícola.
L'any 2000 hi havia sis explotacions agrícoles que conreaven un total de 222 hectàrees.